# Tustrup (Fræer Sogn)
 For alternative betydninger, se Tustrup. (Se også artikler, som begynder med Tustrup)
Tustrup er en hovedgård i Fræer Sogn, Hellum Herred i det tidligere Ålborg Amt, nu Region Nordjylland. 
Thustrup Gods er på 504 hektar med Ny Thustrup og Toftegård. Gårdens historie kan føres tilbage til senmiddelalderen, hvor den første gang nævnes i 1422. 

## Ejere af Tustrup
- (1422-1450) Jep Jensen Benderup
- (1450-1556) Forskellige Ejere
- (1556-1566) Peder Beck
- (1566-1575) Frederik II
- (1575-1605) Niels Mouridsen Benderup
- (1605-1627) Johanne Nielsdatter Benderup / Abel Nielsdatter Benderup
- (1627) Else Nielsdatter Benderup gift Seefeld
- (1627-1640) Christoffer Lauridsen Seefeld
- (1640) Else Nielsdatter Benderup gift Seefeld
- (1640-1642) Viffert Christoffersen Seefeld / Enevold Christoffersen Seefeld / Jørgen Christoffersen Seefeld
- (1642-1662) Viffert Christoffersen Seefeld / Enevold Christoffersen Seefeld
- (1662-1663) Slægten Seefeld
- (1663-1664) Peder Bülche
- (1664-1690) Mads Jensen Binderup
- (1690-1730) Jens Madsen Binderup
- (1730-1743) Enke Fru Binderup
- (1743-1754) Mads Vognsen Hvass
- (1754-1758) Nicolaj Boye
- (1758-1775) Jesper Østergaard
- (1775-1782) Heinrich Carl lensgreve Schimmelmann (Heinrich Carl von Schimmelmann)
- (1782-1812) Heinrich Ernst lensgreve Schimmelmann
- (1812-1818) Selgen Bjerring / Rasmus Bjerring
- (1818-1835) Jacob Hjorth
- (1835-1869) Jens Christian Hjorth
- (1869-1921) Jens Laursen Hjorth
- (1921-1970) Knud Bjerberg Hjorth
- (1970-1995) Flemming Hjorth
- (1995-2002) Flemming Hjorth / Erik Hjorth
- (2002-) Erik Hjorth